# Le Soulié
Le Soulié è un comune francese di 118 abitanti situato nel dipartimento dell'Hérault nella regione dell'Occitania.

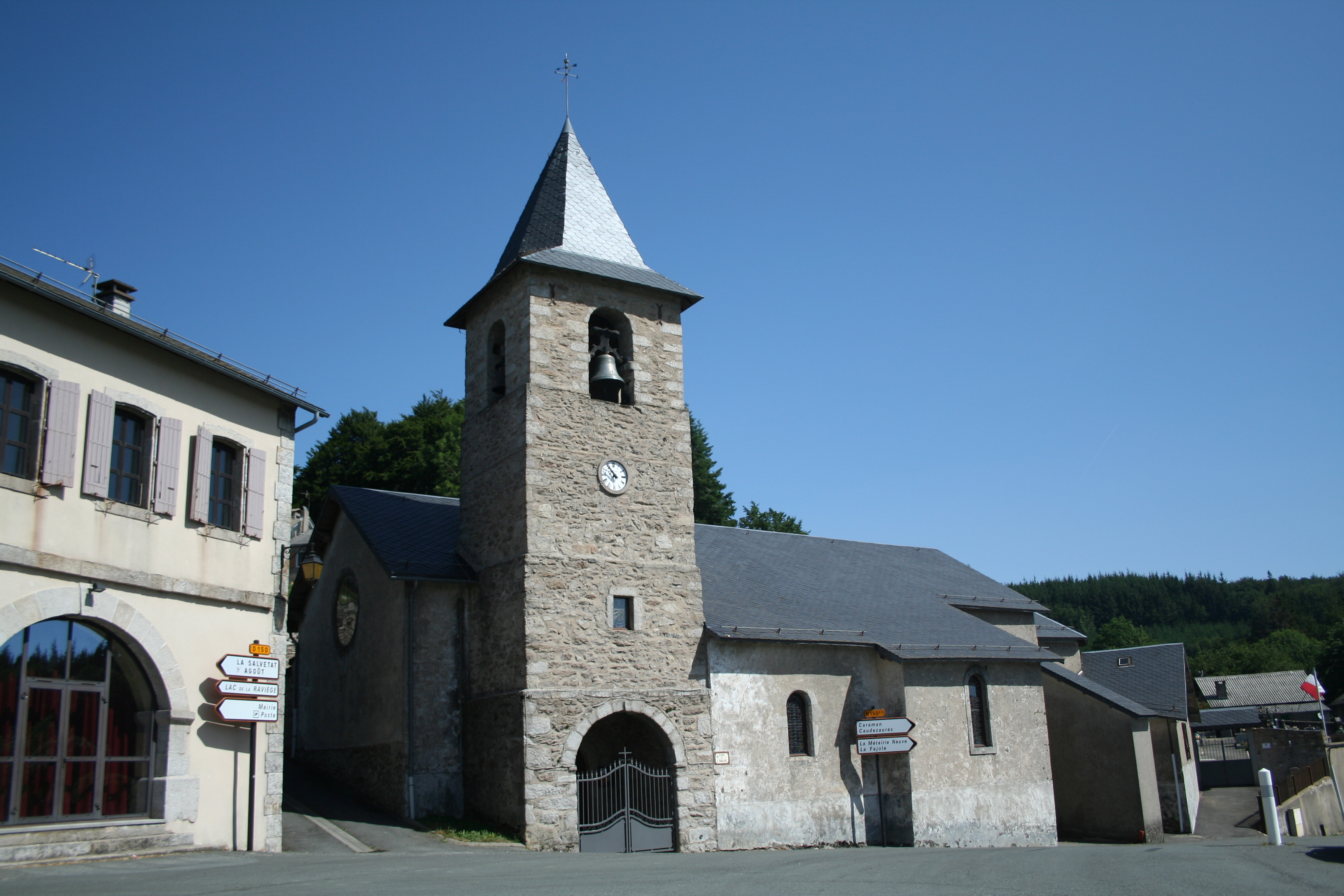
Chiesa.

## Società

### Evoluzione demografica
Abitanti censiti
- Wikimedia Commons contiene immagini o altri file su Le Soulié